# Kateryniwka (Mykolajiw)
Kateryniwka (ukrainisch Катеринівка; russisch Катериновка Katerinowka; früherer deutscher Name „Katharinental“) ist ein Dorf im Süden der Ukraine mit etwa 700 Einwohnern (2001).
Kateryniwka liegt im Rajon Mykolajiw der Oblast Mykolajiw auf einer Höhe von 72 m gut 45 Kilometer Luftlinie nordwestlich vom Oblastzentrum Mykolajiw.
Am 28. November 2019 wurde das Dorf ein Teil der neugegründeten Landgemeinde Stepowe, bis dahin bildete es zusammen mit den Dörfern Nowokateryniwka (Новокатеринівка) und Wesnjana Kwitka (Весняна Квітка) die gleichnamige Landratsgemeinde Kateryniwka (Катеринівська сільська рада/Kateryniwska silska rada) im Süden des Rajons Wesselynowe.
Seit dem 17. Juli 2020 ist es ein Teil des Rajons Mykolajiw.

## Geschichte
Kateryniwka wurde 1817 als Katharinental von 17 katholischen deutschen Familien aus Württemberg und Baden gegründet. Die Kolonie gehörte zusammen mit den Kolonien Landau (heute Schyrokolaniwka), Speyer (heute Pischtschanyj Brid/Піщаний Брід), Rohrbach (heute Nowoswitliwka), Worms (heute Wynohradne/Виноградне), Sulz (heute zerstört), Karlsruhe (heute Stepowe/Степове), Rastadt (heute Poritschtschja), München, Johannestal (heute Iwaniwka/Іванівка), Waterloo (heute Stawky/Ставки) zum Beresaner Gebiet.
Vor 1944 wohnten in Katharinental 377 Familien (2068 Personen). Das Dorf hatte 301 Höfe über 16.054 Hektar Land, davon 14.115 Ackerland und 92 ha Weingärten.
Im Zuge der Umsiedlungsaktionen 1944 wurden Frauen mit Kindern unter acht Jahren und ältere Menschen über 60 Jahre am 13. März mit der Eisenbahn und alle anderen am 17. März 1944 mit Pferdegespannen aus dem Katharinental nach Wartheland abtransportiert und dort eingebürgert. 1945 wurden fast alle ehemaligen Bewohner von Katharinental nach Nordural zwangsrepatriiert.
1945 wurde Katharinental per Dekret des Präsidiums der Werchowna Rada der Ukrainischen SSR in Katerinowka umbenannt.

## Persönlichkeiten
- Theobald Kopp (1892–1943), katholischer Priester